# Calpodes ethlius
Calpodes ethlius är en fjärilsart som beskrevs av Stoll 1782. Calpodes ethlius ingår i släktet Calpodes och familjen tjockhuvuden. Inga underarter finns listade i Catalogue of Life.

## Bildgalleri

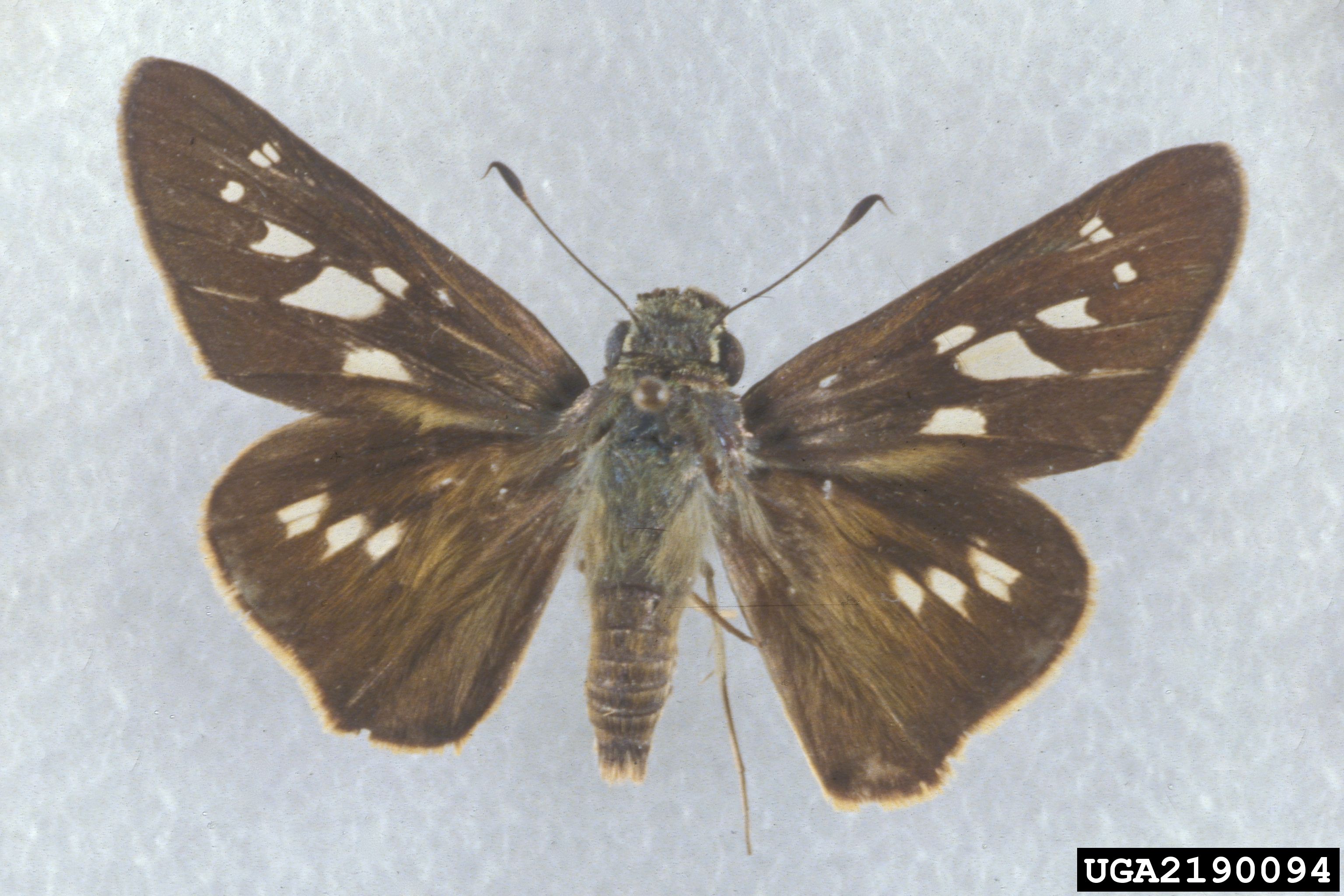
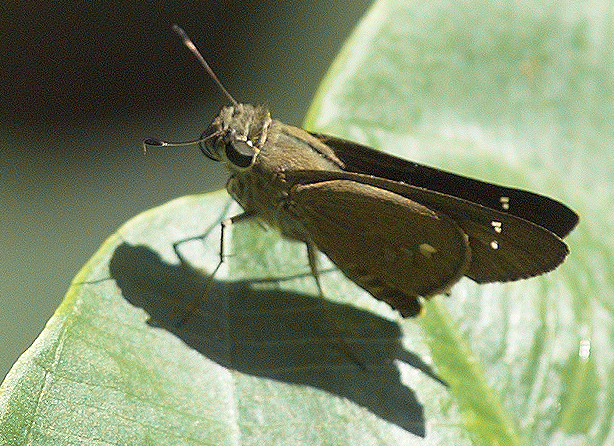
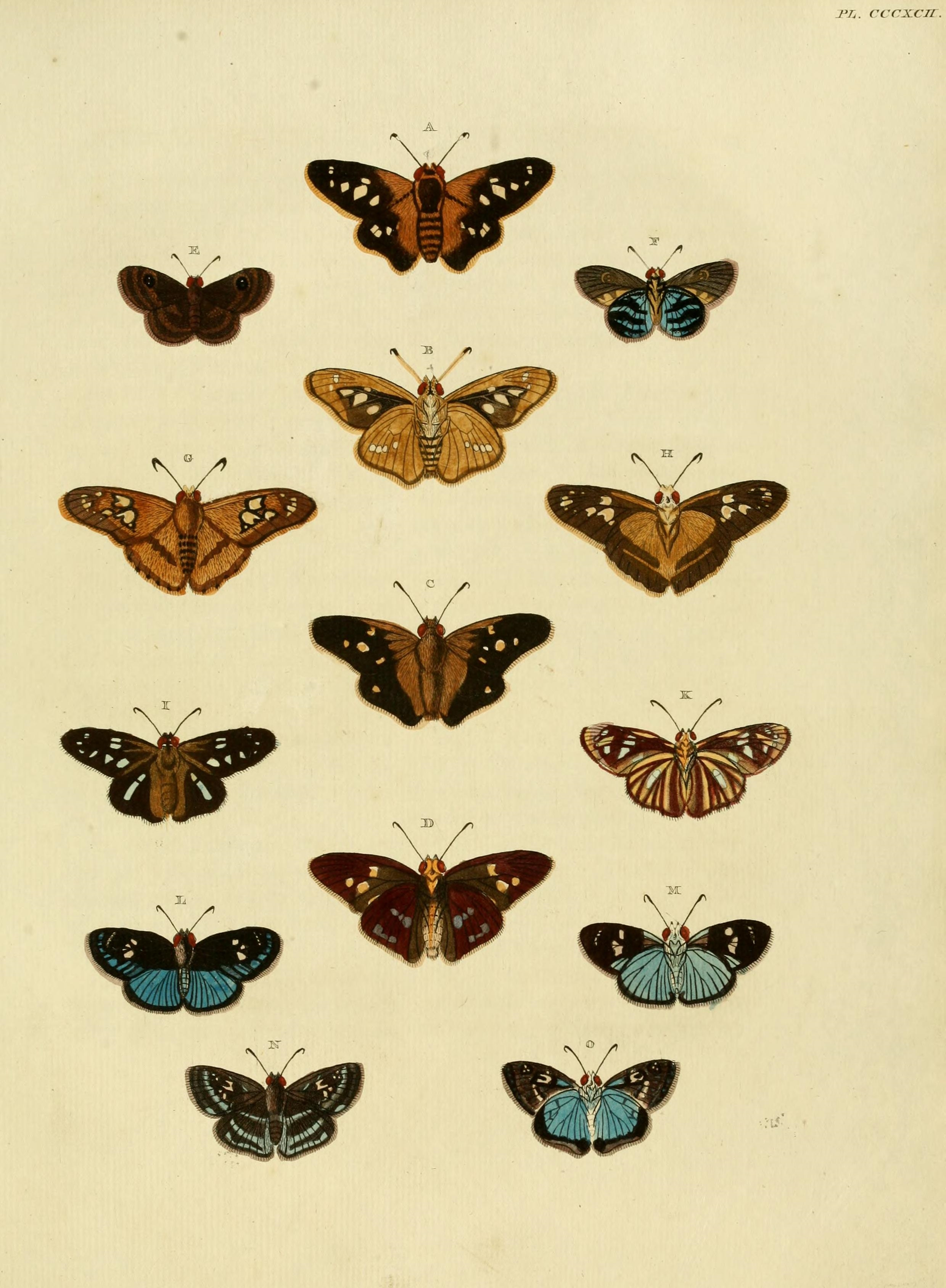
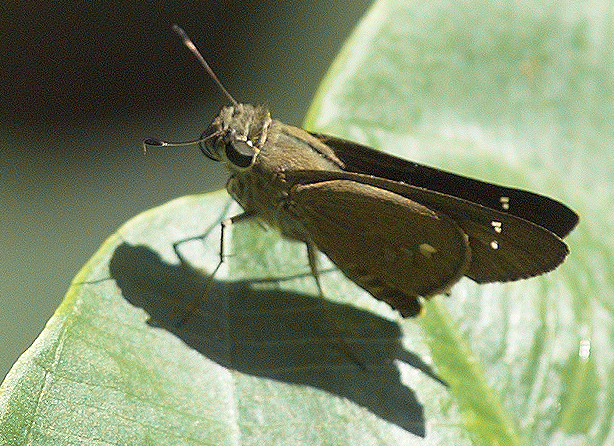